# ماري هولدن
ماري هولدن (بالإنجليزية: Mari Holden) مواليد 30 مارس 1971 في كاليفورنيا، الولايات المتحدة، هي متسابقة دراجات أمريكية. شاركت في دورة الألعاب الأولمبية الصيفية وفازت بميدالية أولمبية.

## سجل النتائج

### سباقات أو مراحل فازت بها
- بطولة العالم لسباق الدراجات على الطريق

## الميداليات
| الميدالية | المسابقة                       |
| --------- | ------------------------------ |
| فضية      | الألعاب الأولمبية الصيفية 2000 |

## وصلات خارجية
- ماري هولدن على موقع الاتحاد الدولي للدراجات (الإنجليزية)
- ماري هولدن على موقع أرشيف الدراجات (الإنجليزية)
- ماري هولدن على موقع إحصائيات الدراجات الإحترافية (الإنجليزية)
- ماري هولدن على موقع نسبة الدراجات (الإنجليزية)
- ماري هولدن على موقع أوليمبيديا (الإنجليزية)

- الموقع الرسمي